# Encyclopædia Universalis
L'Encyclopædia Universalis est une encyclopédie rédigée en français publiée en volumes sur papier, sur CD-ROM, sur DVD puis sur clé USB. La publication sur papier a définitivement cessé en 2012. Elle est également accessible sur Internet par abonnement payant.

## Présentation
L’Encyclopædia Universalis est publiée par la société d’édition Encyclopædia Universalis SA. Cette société fut créée en 1966 par un spécialiste de l’édition et de la vente de livres et de collections par correspondance, le Club français du livre (CFL), détenu par la famille Aubry, ainsi qu'Encyclopædia Britannica Inc. (éditeur de l’Encyclopædia Britannica), l'encyclopédie anglo-saxonne la plus réputée, détenue à l'époque par la Fondation de l’université de Chicago. Cette coentreprise à 50/50 avait pour but d’associer les compétences des deux actionnaires dans chacune des deux formes de distribution alors essentielles pour les encyclopédies : la vente par correspondance d’une part et la vente au porte à porte d’autre part, spécialité de la société américaine. Cette recette, ainsi que la qualité des versions successives de l’Encyclopædia Universalis, dont le premier volume parut en 1968 sous la direction de Claude Grégory avec, d’un point de vue graphique, une maquette conçue par Pierre Faucheux, allaient permettre un succès commercial remarquable jusqu’au début des années 1990, époque à laquelle les ventes commencèrent à décliner.
Au cours de la seconde moitié des années 1990, l’introduction et l’amélioration rapide de versions électroniques de l’encyclopédie, utilisant des fonds éditoriaux de la version papier enrichis de nombreux apports spécifiques, sous l’impulsion de son président Pierre Le Manh et du directeur éditorial Louis Lecomte, permirent à l’Encyclopædia Universalis de connaître une seconde période de succès et de croissance. En revanche, cette transformation eut pour effet de modifier l’équilibre économique entre les réseaux de distribution entraînant ainsi des conflits croissants entre les actionnaires, le départ au début des années 2000 de plusieurs dirigeants vers d’autres cieux et la nomination – à la demande de Britannica – d’un administrateur judiciaire qui assura la gestion de la société jusqu’en juillet 2005, date à laquelle le Club français du livre céda finalement ses parts à Encyclopædia Britannica Inc. au terme d’un processus d’enchères, après une quarantaine d'années de partenariat.
Parallèlement aux éditions papier, des éditions électroniques sont venues s'ajouter : en 1995, sur CD-ROM (au prix de 31 300 francs belges, environ 775 euros) ; en 1999, sur des versions consultables à distance sur Internet, pour le grand public ou pour les institutions et qui reçoivent 10 millions de visiteurs uniques par an ; en 2003, sur DVD.
En outre, de nombreux ouvrages spécialisés, encyclopédies, dictionnaires, CD-ROM et DVD-ROM thématiques furent publiés par la société au fil des ans, seuls ou en coédition. Par ailleurs, l’Encyclopædia Universalis a réédité certains titres du CFL, sa maison-mère, comme l’Almanach de la Révolution française en 1988.
En 1999–2000, Universalis conclut un partenariat avec l’Éducation nationale pour proposer un abonnement annuel forfaitaire en ligne (Universalis-edu.com) à des établissements scolaires, des bibliothèques, médiathèques et centres de documentation.
Au début du XXIe siècle, la version papier se vendait à quelques milliers d’exemplaires par année. À quelque 3 000 € par collection complète, cela représentait un chiffre d’affaires de plus de 9 millions d’euros. En outre, l’augmentation des ventes de la version électronique n’empêcha pas la publication d’une 6e édition en 2008 ainsi qu’une édition originale en 10 volumes destinée aux jeunes de 8 à 12 ans. La 6e édition refondue et mise à jour compte 30 volumes et se vend au prix de souscription de 2 196 € (anciens souscripteurs), 3 660 € (nouveaux souscripteurs), 2 928 € (prix de lancement).
En 2003, le site CNet france classait Universalis à la première place des encyclopédies électroniques françaises.
En 2004, les deux actionnaires du groupe Encyclopædia Universalis — le Club français du livre (qui se charge de la vente par correspondance de l’encyclopédie) et l’américain Encyclopædia Britannica (s’occupant du courtage) — détiennent chacun 50 % du capital mais ils se déchirent sur la stratégie de diversification. À la suite d’enchères privées organisées par ces deux actionnaires, Encyclopædia Universalis devint une filiale détenue à 100 % par le groupe Encyclopædia Britannica.
La société Encyclopædia Universalis cesse définitivement la publication de son édition papier en 2012 et privilégie alors le tout-numérique. Après avoir vendu 700 000 collections, elle décide pour l’occasion que la 7e et ultime édition papier, éditée à seulement 999 exemplaires numérotés, sera vendue 1 500 € au lieu des 3 660 € alors exigés au grand public pour l’édition précédente. En 2013, elle employait 41 salariés et avait un chiffre d’affaires de 5,6 millions d’euros.
Le 30 octobre 2014, malgré les investissements répétés de son propriétaire Jacqui Safra à travers sa maison mère Encyclopædia Britannica Holding S.A., à la demande de la société, le tribunal de commerce de Nanterre ouvrit une procédure de redressement judiciaire et fixa la période d’observation à six mois.
Selon plusieurs médias français, la concurrence de Wikipédia est responsable des difficultés financières de la société Encyclopædia Universalis,,,.
En 2015, sa forte présence dans le numérique éducatif n'avait pas encore permis de restaurer l’équilibre financier de l’entreprise, qui souhaite développer un marché des ressources numériques éducatives dans le cadre d’un plan national.
Le 22 avril 2015, le tribunal de commerce de Nanterre accorde à l’encyclopédie un délai de six mois pour « repenser son modèle économique » et redresser ses finances. Le 4 septembre 2015, ce même tribunal approuve le plan de redressement de l’éditeur. Cette date marquant la fin du redressement judiciaire, Encyclopædia Universalis retrouve alors un fonctionnement normal en étant à la fois réorganisée et refinancée.
L'encyclopédie est vendue depuis l'édition 2017 (lancée en septembre 2016) sous la forme d'une clé USB qui propose 350 000 documents et 35 000 médias (cartes géographiques, photos, diaporamas, dessins, tableaux…), mais aussi 900 œuvres de littérature présentées par des spécialistes.
En 2017, la société a réalisé un chiffre d'affaires de 4 260 554 €, dégageant un bénéfice de 59 454 € (elle employait 26 collaborateurs en 2016)[source insuffisante]. Le recentrage sur le numérique éducatif porte ses fruits, la société est maintenant structurellement bénéficiaire. Les résultats nets des trois derniers exercices (2019 à 2022) en attestent[source insuffisante].

## Rédacteurs de l'Encyclopædia Universalis
L’encyclopédie a fait appel à une communauté de plus de 7 400 auteurs. Certains articles ont été rédigés par des spécialistes célèbres ou notoires dont :
- Claude Lévi-Strauss
- Pierre Clastres
- Emmanuel Levinas
- Paul Ricœur
- Henri Ey
- Axel Kahn
- Robert Kandel
- René Étiemble[20].
- Georges Duby[21]
- Emmanuel Le Roy Ladurie[21]
- Luc Montagnier[21]
- Roger Godement
- Pierre-Gilles de Gennes[21]
- Salem Chaker
- Roland Barthes[22]

## Chronologie des éditions

### Éditions sur papier
| Édition | Dates de publication | Taille |
| ------- | -------------------- | --- |
| 1re     | 1968–1975            | 20 volumes puis, 21 en 1980 puis, 22 en 1985                                                                    |
| 2e      | 1984–1985            | 22 volumes puis, 23 en 1990                                                                                     |
| 3e      | 1988–1989            | 30 volumes (23 corpus, 4 thésaurus et 3 symposium) puis, 31 en 1996                                             |
| 4e      | 1995                 | 28 volumes (23 corpus, 4 thésaurus et 1 symposium Les Chiffres du monde) + 2 volumes supplément publiés en 1999 |
| 5e      | 2002                 | 28 volumes (23 corpus, 4 thésaurus et 1 volume pays)                                                            |
| 6e      | 2008                 | 30 volumes (24 corpus, 5 thésaurus et 1 volume forum)                                                           |
| 7e      | 2012                 | 30 volumes (24 corpus, 5 thésaurus et 1 volume d'actualité pays)                                                |

### Édition numérique hors-ligne
La date de publication correspond au nom de la version, l’édition est disponible à chaque septembre de l’année précédente.
Au début des années 2000, plusieurs versions de l'encyclopédie distribuées sur support optique étaient accompagnées d'une clé HASP (système de DRM) destiné à empêcher la copie illégale de l'encyclopédie.
| Version | Année de publication | Support           |
| ------- | -------------------- | ----------------- |
| 1.0     | 1995                 | CD-ROM            |
| 2.0     | 1996                 | CD-ROM            |
| 3.0     | 1997                 | CD-ROM            |
| 4.0     | 1998                 | CD-ROM            |
| 5.0     | 1999                 | CD-ROM et DVD-ROM |
| 6.0     | 2000                 | CD-ROM et DVD-ROM |
| 7.0     | 2001                 | CD-ROM et DVD-ROM |
| 8e      | 2002                 | CD-ROM et DVD-ROM |
| 9e      | 2004                 | CD-ROM et DVD-ROM |
| 10e     | 2005                 | CD et DVD         |
| 11e     | 2006                 | CD et DVD         |
| 12e     | 2007                 | CD et DVD         |
| 13e     | 2008                 | CD et DVD         |
| 14e     | 2009                 | CD et DVD         |
| 15e     | 2010                 | CD et DVD         |
| 16e     | 2011                 | CD et DVD         |
| 17e     | 2012                 | CD et DVD         |
| 18e     | 2013                 | DVD               |
| 19e     | 2014                 | DVD               |
| 20e     | 2015                 | DVD               |
| 21e     | 2016                 | DVD               |
| 22e     | 2017                 | Clé USB           |
| 23e     | 2018                 | Clé USB           |
| 24e     | 2019                 | Clé USB           |
| 25e     | 2020                 | Clé USB           |
| 26e     | 2021                 | Clé USB           |
| 27e     | 2022                 | Clé USB           |
| 28e     | 2023                 | Clé USB           |
| 29e     | 2024                 | Clé USB           |

### Grand Atlas
Plusieurs volumes sur des sujets précis ont fait l'objet d'un volume généralement de 300 à 500 pages, dont :
- Le Grand Atlas de l'histoire mondiale, 376 pages, 1976  (ISBN 2-85229-960-7)
- Le Grand Atlas de la mer, 328 pages, 1983  (ISBN 2-85229-990-9)
- Le Grand Atlas de l'espace, 397 pages, 1987  (ISBN 2-85229-910-0)
- Le Grand Atlas de l'architecture, 439 pages, 1988  (ISBN 2-85229-990-9)
- Le Grand Atlas des religions, 416 pages, 1991  (ISBN 2-85229-981-X)
- Le Grand Atlas de l'astronomie, 472 pages, 1994  (ISBN 2-85229-984-4)

### Dictionnaires
En collaboration avec les éditions Albin Michel :
- Dictionnaire des philosophes
- Dictionnaire des philosophies
- Dictionnaire de la sociologie
- Dictionnaire des mathématiques
- Dictionnaire de l'économie

Autre :
- Dictionnaire Cordial[24]

### Inventaires
- Inventaire de l'Opéra
- Inventaire de la Grande Guerre
- Inventaire de la Grèce
- Inventaire de l'Égypte